# IV Circoscrizione (Trieste)
Città Nuova-Barriera Nuova-San Vito-Città Vecchia (ufficialmente IV Circoscrizione) è una delle sette circoscrizioni del comune di Trieste. Si estende su una superficie di 5,17 km², nel comune di Trieste. Si trova in pieno centro della città, e comprende la città vecchia e il porto nuovo. Oltre ai rioni che danno il nome alla circoscrizione (Città Nuova, Barriera Nuova, San Vito e Città Vecchia), troviamo anche il Borgo Teresiano, Borgo Giuseppino, Campi Elisi e Cavana.

## Borgo Teresiano

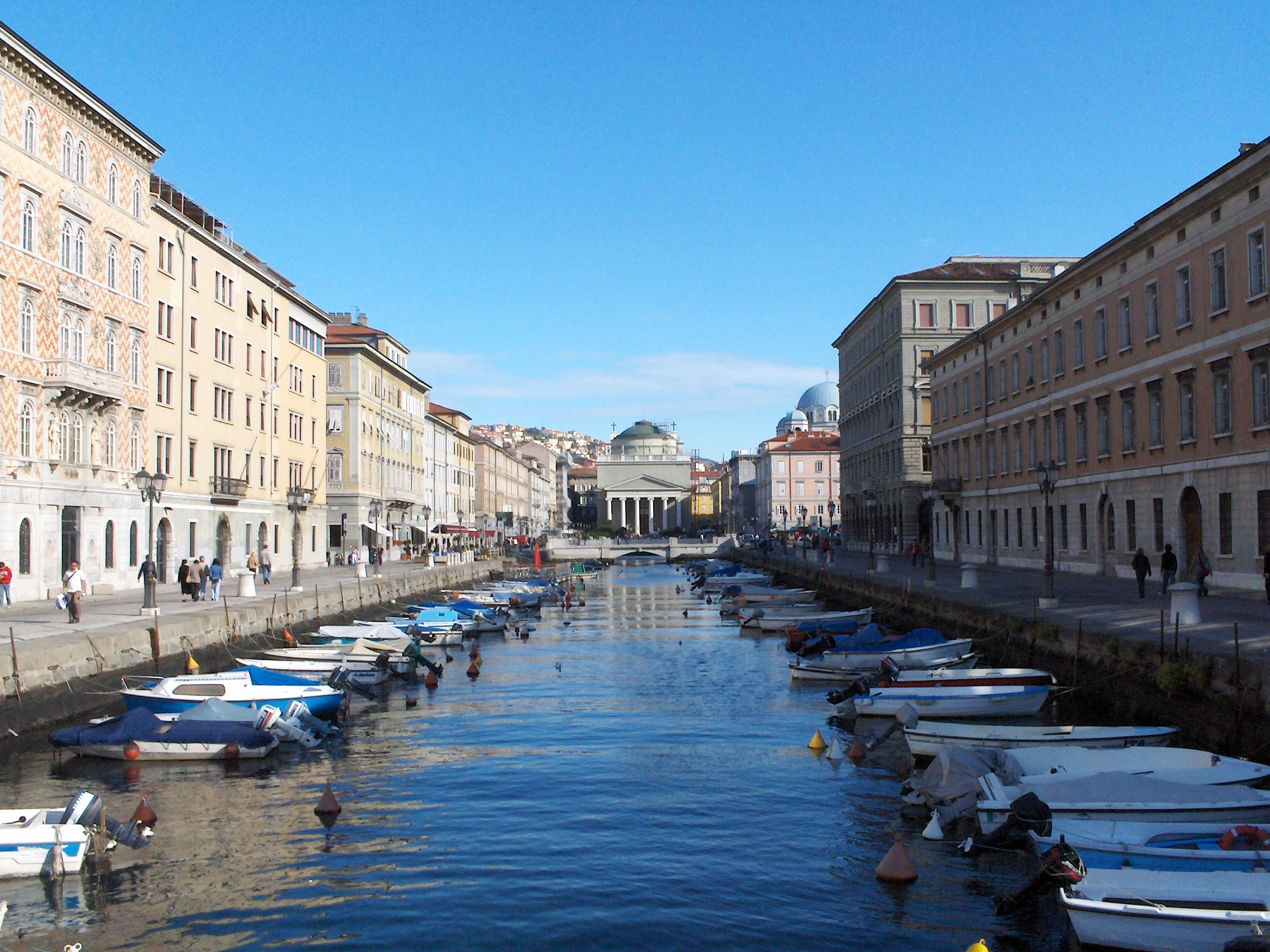
Il canale visto dal lato mare verso la chiesa di Sant’Antonio

A due passi da piazza Unità d'Italia e dal colle di San Giusto, questo quartiere fu realizzato dall'imperatrice Maria Teresa (a cui deve il nome) data la forte crescita demografica della città. È delimitato a ovest dal mar Adriatico, da nord via Ghega, est via Carducci e sud corso Italia. Nella parte centrale del quartiere si trova il canal Grande navigabile. È il primo esempio a Trieste di urbanistica moderna.
All'interno si trova la chiesa di Sant'Antonio Nuovo.

## Cavana
Rione di circa 2 000 abitanti, posto dietro piazza Unità d'Italia e davanti al colle di San Giusto, fu il centro della città in passato. Particolarmente amato dallo scrittore James Joyce, un tempo affollatissimo, prevalentemente di italiani, negli ultimi anni è stato centro di ristrutturazione completa. I pochi edifici originali restanti sono stati ristrutturati cercando di ricreare l'atmosfera dei primi del '900. Il quartiere, ora completamente pedonalizzato, un tempo degradato, e ora è zona residenziale di pregio.

## Consiglio circoscrizionale
Il consiglio circoscrizionale si riunisce in via Locchi 23/A ed è composto da 20 membri, eletti ogni 5 anni parallelamente alle elezioni comunali.
| Consiglio circoscrizionale |
| --- |
| Adesso Trieste 3 Partito Democratico 5 Lista civica di centro-sinistra 2 Lista civica di centro-destra 2 Forza Italia 2 Lega per Salvini Premier 2 Fratelli d'Italia 4 |